# Хобот-Шара
Хошун Хобот-Шара (монг. Хөвөөт шар хошуу), или Сянхуан-Ци (кит. упр. 镶黄旗, пиньинь Xiānghuáng Qí) — хошун аймака Шилин-Гол автономного района Внутренняя Монголия (КНР). Название хошуна означает «Жёлтое с каймой знамя».

## История
Когда в первой половине XVII века чахарские монголы покорились маньчжурам, то последние ввели среди монголов свою восьмизнамённая систему, в результате чего образовалось четыре «чистых» «знамени» (по-монгольски — хошуна) и четыре «окаймлённых»; чахары не входили ни в какие чуулганы (объединения монгольских князей), а подчинялись напрямую маньчжурским властям. Кроме того, для императорского двора требовались продукты животноводства, и часть местных земель была выделена под императорские пастбища. Территория нынешнего хошуна Хобот-Шара — это бывшие кочевья монголов жёлтого с каймой «знамени» и императорских пастбищ.
После Синьхайской революции эти земли вошли в состав Специального административного района Чахар (察哈尔特别区). В 1928 году Специальный административный район Чахар был преобразован в провинцию Чахар.
В 1934 году на землях бывших императорских пастбищ, где появившееся оседлое население активно занималось земледелием, был создан уезд Шанду. В 1938 году прояпонское марионеточное Автономное правительство Объединённых монгольских аймаков на другой части бывших императорских пастбищ создало хошун Минъань (明安旗). После Второй мировой войны во время гражданской войны эти земли были ареной противоборства коммунистов и гоминьдановцев.
В 1949 году хошуны Сянхуан-Ци, Шанду и Минъань были объединены в хошун Шанду-Сянхуанци-Ляньхэци (商都镶黄旗联合旗, «Объединённый хошун Шанду-Сянхуанци»). В 1957 году название хошуна было изменено на Шанду-Сянхуанци (商都镶黄旗, «Хошун Шанду-Сянхуан»), который после расформирования в 1958 году аймака Чахар вошёл в состав аймака Шилин-Гол.
В 1960 году к хошуну Шанду-Сянхуанци был присоединён уезд Хуадэ, и объединённый хошун получил название Сянхуан-Ци (镶黄旗).
В 1963 году уезд Хуадэ был вновь выделен из хошуна Сянхуан-Ци.

## Административное деление
Хошун Хобот-Шара делится на 2 посёлков и 2 сомона.